# Josèp Condò Sambeat
Josèp Condò Sambeat (29 de marzo de 1867-5 de agosto de 1919), también conocido como Mossen Josèp Condò Sambeat, fue un escritor español en lengua occitana; concretamente, en dialecto aranés. También escribió obras en catalán y, menos, en castellano. Es el primer escritor que utiliza el aranés como lengua literaria.

## Biografía
Nació en Montcorbau, en el Valle de Arán, Lérida (única región española donde se habla el occitano) y se ordena capellán en 1891, oficiando en distintas parroquias de Cataluña y Aragón. En 1910, vuelve de nuevo a Arán, a Salardú, donde se establecerá permanentemente, hasta su muerte en 1919. Es enterrado en Bosost.
Josèp Condò colaboró en distintas publicaciones literarias occitanas como Era Bouts dera Mountanho, dentro del dominio gascón (se considera al aranés como una forma particular del gascón). Aunque fecundó notablemente la poesía, también escribió cuentos cortos y, menos, novela y teatro. En 1912, ganó el Premio de los Juegos Florales de Toulouse con el poemario Era val d'Aran. 
También trabajo en la morfología occitana, publicando en 1915 su Vocabulari aranès. 
En 1989, el Consejo General de Arán creó el Premio Mossen Condò para novela y poesía en aranés en su honor.

## Obra en occitano / aranés

### Poesía
- Victòria des Aranesi
- U polida
- Era veu deth
- Eth pasto as Estrelhes
- Era leng aranesa(La más importante)
- Luenh Pàtria
- Cançon Garona
- E
- Cançon dera Noguèra Pallaresa
- Era milhor flor
- Ath deuant deth Sant Crist de Salardú

### Cuento
- Sense lum
- Jamès seigut
- Contra eth solei

### Teatro
- Era Caritat

### Novela. Prosa
- Catecisme cuert
- Vocabulari Aranés (1915)
- Sang nòble e sang deth pòble
- Eth ser de miejanet
- Era isla des Diamants (1917) (La más importante)

## Obras en catalán
- La vida d´una mare (1892)
- L´sol d´Espanya (1893)
- Los dolors de Maria (1894)
- Lleyda a Maria Santíssima (1895)

## Obras en castellano
- Escuela de Perfección Sacerdotal (1914)
- La Santísima Virgen en los Evangelios (1915)